# سبايس
سبايس (بالإنجليزية: SPICE)‏ هو برنامج مفتوح المصدر يستخدم في محاكاة وتحليل الدوائر الكهربائية، يسمح برسم أي دارة كهربائية بحيث عناصرها تعكس وظائف العناصر الحقيقية وبالتالي محاكاة وظيفة تلك الدارة. كما يسمح بإنشاء عناصر افتراضية بفضل معطيات الصانعين للعناصر الإلكترونية.

## وصلات خارجية
- الموقع الرسمي